# Vagn Buchwald
Vagn Fabritius Buchwald (* 23. Juni 1929 in Frederiksberg; † 22. April 2025) war ein dänischer Meteoritenforscher, der in Grönland den Großmeteoriten Agpalilik fand.

## Leben
Vagn Buchwald war als promovierter Ingenieur Dozent für Metallurgie an Dänemarks Technischer Universität in Lyngby und galt als Experte für antike Metallobjekte. Nach ihm wurde das im Meteoriten Agpalilik entdeckte Mineral Buchwaldit benannt. 1963 stellte er eine Übersicht aller damals bekannten Bruchstücke des Cape-York-Meteoriten zusammen, das nach Agpalilik größte Objekt war Savik I.
Buchwald war Mitglied der Königlich Dänischen Akademie der Wissenschaften. Nach ihm ist der Asteroid des äußeren Hauptgürtels (3209) Buchwald benannt.

## Schriften
- Handbook of Iron Meteorites, Their History, Distribution, Composition, and Structure. University of California Press, Berkeley 1975, ISBN 978-0-520-02934-7. (Digitalisat)
- Ancient iron and slags in Greenland. Dansk Polarcenter. Meddelelser om Grønland: Man & society; 26. Kopenhagen 2001, ISBN 87-90369-49-1.
- Iron and steel in ancient times. Historisk-filosofiske skrifter; 29. Det Kongelige Danske Videnskabernes Selskab. Kopenhagen 2005, ISBN 87-7304-308-7.
- Iron, steel and cast iron before Bessemer. Historisk-filosofiske skrifter; 32. Det Kongelige Danske Videnskabernes Selskab. Kopenhagen 2008, ISBN 978-87-7304-335-6.